# Yan Ni
Yan Ni (em chinês:  颜妮; 2 de março de 1987) é uma voleibolista profissional chinesa, campeã olímpica.

## Carreira
Yan é membra da seleção chinesa de voleibol feminino. Em 2016, representou seu país nos Jogos Olímpicos de Verão no Rio de Janeiro, que foi campeã.